# Autobahnraser (Film)
Autobahnraser ist eine Action-Komödie aus dem Jahr 2004 von Michael Keusch. Der Film basiert auf dem Computerspiel Autobahn Raser.

## Handlung
Eine bei der Polizei als „Bolidenschieber“ bekannte Bande schlägt wieder zu und stiehlt auf einer Autobahn in Nordrhein-Westfalen von einem Transporter während der Fahrt sechs neue Audi TT. Trotz großem Polizeieinsatz können die Diebe entkommen, insbesondere auch durch die Tollpatschigkeit des Jungpolizisten Karl-Heinz Krause. Dieser wird deshalb zur Geschwindigkeitsüberwachung auf einer Landstraße verdonnert, um die hier zulässige Höchstgeschwindigkeit von 80 km/h zu überwachen. Kurz nach dem Aufbau des Radar-Messgeräts am Straßenrand rauschen bereits zwei junge Frauen in einem BMW M3 mit 219 km/h durch die Kontrolle. Wenig später wird ein TÜV-Prüfer in einem BMW 2002 tii und Fahrzeughalter Knut auf dem Beifahrersitz mit 211 km/h geblitzt. Der Prüfer hatte kurz zuvor die Lachgaseinspritzung eingeschaltet. Anschließend fährt Ecki in einem Ford Mustang vor und heftet Plakate an ein Schild, die zu einem „Grillfest“ einladen. Karl-Heinz ahnt, dass es sich hierbei um die Tarnbezeichnung für illegale Rennen auf der Autobahn handelt und schlägt einen Einsatz vor. Sein Vorgesetzter Polizeihauptmeister Schmitt-Jahnke akzeptiert den Vorschlag, jedoch muss Karl-Heinz seinen Plan alleine durchführen, da der Rest der Polizei an einer von Schmitt-Jahnke wegen der Bolidenschieber angeordneten Sonderübung teilnehmen muss.
Karl-Heinz macht sich also mit seinem alten VW Polo auf den Weg, um am Rennen teilzunehmen und die Fahrer dabei zu filmen. Ziel des Rennens ist eine fest installierte Radaranlage auf der Autobahn, an der eine Geschwindigkeitsbegrenzung von 130 km/h gilt. Der Fahrer, der hier mit der höchsten Geschwindigkeit geblitzt wird, gewinnt. Knut, der Ausrichter des Rennens, hat einen Schlüssel für die Anlage. Nachdem er die Blitzer-Fotos entnommen hat, steht Bülent in seinem Smart Brabus als Gewinner mit 230 km/h fest.
Am darauffolgenden Tag beobachtet Alex, ein Teilnehmer des Autorennens, der noch keinen Führerschein besitzt, aus dem Auto seiner Fahrschule, wie weitere Sportwagen von einem Auto-Transporter gestohlen werden. Er fährt, nachdem die Fahrlehrerin kurz das Auto verlässt, der Bande hinterher und berichtet deren Versteck der Polizei. Karl-Heinz, der mittlerweile Spaß an illegalen Autobahnrennen gefunden und sich mit den Rasern angefreundet hat, fährt mit Alex im Polizei-Porsche zum Treffen, das jedoch wegen der vielen Streifenwagen auf der Autobahn abgesagt wird.
Um schnell wieder ein Rennen fahren zu können, hecken die Autobahnraser einen Plan aus, wie sie die Bolidenschieber überführen können: Bülent fährt als Sushi-Lieferant zum Unterschlupf der russischen Bande, bringt dort an allen gestohlenen Fahrzeugen GPS-Ortungssender an, verprügelt die Bande und fährt wieder davon. Als Polizeihauptmeister Schmitt-Jahnke jedoch mit einem großen Polizei-Aufgebot beim Unterschlupf erscheint, muss er hilflos zusehen, wie ein Lkw alle Polizeiautos zu Schrott fährt und die Bande mitsamt den gestohlenen Autos wieder davonkommt. Die Autobahnraser verfolgen nun die gestohlenen Fahrzeuge (eine Dodge Viper, ein Maserati, ein Ferrari und ein Lamborghini). Einen der Wagen bringen sie zum Stehen und liefern dessen Fahrer der Polizei aus. Zwei der Autobahnraser, Claudi und Nicki, werden jedoch von den anderen Bandenmitgliedern entführt. Über Mobiltelefon verständigen sie dann sämtliche Raser, die ihnen zu Hilfe eilen und die Bande überwältigen.

## Hintergrund
- Die Autobahn-Szenen wurden in Luxemburg auf der A13 gedreht. Für ein paar Szenen ist das Westportal des Tunnels Mondorf-les-Bains (deutsch: Bad Mondorf) zu erkennen. Des Weiteren taucht in einer kurzen Sequenz der Vorwegweiser der Ausfahrt Mondorf auf.
- Die Produktionskosten wurden auf rund 7,2 Millionen Euro geschätzt.
- Kinostart in Deutschland war am 19. Februar 2004. In den deutschen Kinos wurden 233.779 Besucher gezählt.
- Nach dem Film (was auf einer Spielreihe basiert) erschien ein weiteres Autobahnraser-Spiel, was jedoch auf der Lizenz des Films basiert.

## Kritiken
Sascha Koebner schrieb in film-dienst Nr. 5, 2004: „Die Macher des Films standen […] vor dem Problem, ein Rennspiel ohne Story zu einem Film von abendfüllender Länge zu verarbeiten, der zudem noch die Gruppe der Raser und ihr illegales, ebenso gefährliches wie geistloses Hobby in einem positiven Licht erstrahlen lässt […]. Also ersann man, gewissermaßen als moralisches Gegengewicht, die Gruppe der Autoschieber: boshafte, osteuropäische Gesellen, die auch vor Vergewaltigung nicht zurückschrecken. […] Zu Filmen dieser Art gehört auch eine obligatorische Prise Softsex, weshalb sich die Kamera große Mühe gibt, die Frauen rund um die Raser möglichst auf Höhe der leicht bekleideten Oberkörper zu filmen und halbnackte Mädchen in Zeitlupe dabei zu beobachten, wie sie sich in enge Overalls zwängen. […] All das verstärkt den Eindruck, eine minderwertige Kopie einer schlechten Vorlage zu sehen.“
Paul Goossen schrieb auf duits.de: „Der Film bietet […] eine hauchdünne, klischeebeladene Story, die sich auf dem geistigen Niveau 10-Jähriger bewegen dürfte. Eine komplizierte Geschichte würde ja bei so einem Film auch nur vom eigentlichen, eben visuellen Genuss ablenken! Und visuell ist der Film nicht ohne: schnell geschnitten, beschleunigte bzw. in Zeitlupe gedrehte Aufnahmen, sogar Ausschnitte aus dem gleichnamigen Computerspiel wechseln sich ab. […] Ebenfalls passend zu einem Film dieses Genres sind der sagen wir einfältige Humor und die zahlreichen sexuellen Anspielungen, die manchmal witzig, oft aber auch schlichtweg platt sind.'“
Lexikon des internationalen Films: „Ebenso triviale wie einfältige Komödie auf der Grundlage eines spannungslosen Computerspiels, die den Geist einer 1980er-Klamotte verströmt und alle Klischees der Gattung bedient.“

## Soundtrack
Einige Songs aus dem Film sind nachfolgend aufgelistet. Hinweise, in welchen Szenen die Songs im Originalfilm gespielt werden, stehen in den Klammern dahinter:
- Ana Johnsson – The Way I Am
- Booker T. & the M.G.’s – Can’t Be Still (TÜV-Abnahme von Knuts BMW)
- Kahuna Kawentzmann – Gogo Sitar (Bülent’s Sushiservice)
- International Pony – Hanging Around (Treffen vor dem Autorennen am Rastplatz)
- Tom Astor – Hallo, Guten Morgen Deutschland (Während des Autorennens, im Radio einer älteren Dame)
- Hot Chocolate – Every 1’s a Winner
- Apollo 440 – 1234
- Apollo 440 – Hustler Groove
- Superbar – First Touch
- Glamarama – Girls Just Wanna Have Fun (Nach dem Autorennen auf dem Rastplatz)
- Perry Como – Papa Loves Mambo (Karl-Heinz spielt mit Hund Bello)
- Elvis Presley – A Little Less Conversation (Bülent bringt GPS-Sender an den Autos der Bolidenschieber an)
- Apollo 440 – Time Is Running Out
- Apollo 440 – N’existe Pas
- Fatboy Slim – The Rockafeller Skank
- The Ataris – In This Diary
- Kazzer – Pedal To The Metal
- Joey Ramone – What A Wonderful World (Ende des Films)